# Schimbare lingvistică
Sintagma schimbare lingvistică denumește modificarea continuă în timp a elementelor și structurilor din toate domeniile unei limbi. Sunt două mari categorii: schimbări cu cauze interne limbii și schimbări cauzate de influențe ale altor limbi asupra celei dintâi. Schimbările constau în transformări, adăugiri și eliminări de elemente și structuri.
Schimbarea lingvistică face în primul rând obiectul lingvisticii istorice, care studiază formarea și evoluția limbilor ca procese care se derulează prin schimbări, dar și sociolingvistica se ocupă de ea, concentrându-se asupra schimbărilor ce au avut loc și care sunt în curs, cauzate de fenomene din societate.
Unii lingviști fac o distincție netă, referitor la schimbare, între lexic pe de o parte și sistemul gramatical și cel fonologic/fonetic pe de alta, în sensul că numai schimbările din cele din urmă sunt relevante din punct de vedere lingvistic, acestea fiind schimbări sistemice. Dacă, de pildă, într-o limbă au apărut articolele în folosirea substantivelor, articularea se aplică în conformitate cu niște reguli și excepții la toate substantivele. În schimb, în lexic, schimbările privesc elemente individuale, prin urmare nu pot fi încadrate în reguli, în afară de cele de formare a cuvintelor, care țin și de morfologie. Altă diferență între lexic și celelalte domenii este că în primul domeniu, schimbările sunt relativ rapide și ușor observabile, pe când în cele din urmă sunt lente și, de aceea, practic imperceptibile pentru vorbitori.

## Motivația schimbării lingvistice
În privința schimbării din fonetism și din sistemul gramatical în general, unii lingviști și-au pus întrebarea dacă are sau nu vreun scop referitor la limbă în ansamblul ei, și au ajuns la concluzia că nu are.
Una din motivațiile schimbării ar fi tendința spre simplificare. Unele schimbări constituie într-adevăr simplificări, de exemplu reducerea puternică a flexiunii în limba engleză, dar altele duc la complicare, de pildă apariția articolelor în unele limbi. Ideea că schimbările vizează simplificarea în ansamblu a limbii este greșită, deoarece presupune că la începuturi limba ar fi fost foarte complexă și că în istoria ei s-ar fi tot simplificat, ceea ce nu corespunde realității. De fapt cele două tendințe se echilibrează, prin urmare limba nici nu se simplifică, nici nu se complexifică. Ca dovadă, față de o limbă ca engleza, sunt limbi cu o flexiune foarte complexă și limbi fără articole.
Altă motivație ar fi evitarea ambiguității. Într-adevăr, există cazuri în care schimbarea are acest scop. De pildă, în limba română, verbul a acorda are două sensuri, în sintagme ca a acorda ajutor și a acorda un pian. În scopul dezambiguizării, cel puțin la timpul prezent al unor moduri, s-a produs o schimbare morfologică, prin conjugarea cu sufix în al doilea sens: acordă ajutor vs. acordează un pian. În schimb unele schimbări din istoria limbii au dus la cazuri de ambiguitate. Bunăoară, în română, verbul a avea auxiliar al perfectului compus a ajuns să aibă aceeași formă la persoana I singular și plural, ex. Am plecat la facultate, iar dezambiguizarea necesită o complexificare a exprimării.
Una din motivațiile schimbărilor fonetice este ușurarea pronunțării. Vorbitorilor limbii franceze vechi le-a fost poate greu să pronunțe sunetul [ts] și l-au înlocuit cu [s], dar pe de altă parte aceasta a produs cazuri de ambiguitate lexicală prin omonimie. De exemplu cire „ceară” și sire (cuvânt de adresare către monarhi) au ajuns să se pronunțe la fel, [si:r].
În concluzie, chiar dacă în unele cazuri schimbarea se poate motiva, nu se poate explica de ce în cazuri asemănătoare, în unele are loc și în altele nu, sau chiar are loc o schimbare contrară în acestea din urmă. Oricum, fiecare limbă își îndeplinește la fel de bine funcția de comunicare în comunitatea lingvistică respectivă, indiferent de schimbările care se produc sau nu se produc în ea.
Față de schimbările fonologice/fonetice și gramaticale, cele din lexic au o motivație, în principal necesitatea de a adapta comunicarea la schimbările din societate, cum este cea de a da nume unor obiecte și concepte noi, dar poate fi vorba și de voința utilizatorului limbii de a fi cât mai expresiv.

## Mecanismul schimbării lingvistice
Schimbarea în limbă este o manifestare a variației sale în diacronie, adică în evoluția ei de la o etapă istorică la alta. Această variație este legată de variația în sincronie, adică la fiecare moment al istoriei limbii. Fiecare vorbitor are varietatea sa de limbă (idiolectul său) care diferă mai mult sau mai puțin de a tuturor celorlalți vorbitori. De pildă pronunțarea este diferită nu numai de la vorbitor la vorbitor, dar și același sunet este pronunțat diferit de la o dată la alta de către același vorbitor. Idiolectul se schimbă și în cursul vieții vorbitorului. De asemenea, limba pe care părinții le-o transmit copiilor lor este deja ușor diferită la aceștia.
În idiolecte au loc inovații, și astfel se produc variante de elemente și structuri care coexistă în sincronie. Procesul diacronic se manifestă prin concurența dintre variante. Uneori varianta nouă dispare, dar alteori se generalizează treptat în paralel cu diminuarea folosirii celeilalte, până la dispariția acesteia, și astfel schimbarea este îndeplinită. De exemplu, în limba română, cuvântul fenomen avea două accentuări, fenómen și fenomén. Scriban 1939 dădea drept corectă varianta fenómen și drept greșită varianta fenomén, dar dicționarele din secolul al XXI-lea, inclusiv DOOM 2005 dau numai varianta fenomén.
Dacă inovațiile se generalizează numai în categorii de vorbitori determinate regional sau social, limba se diferențiază în varietăți regionale (dialecte) și sociale (sociolecte). Faptele de limbă comune fac ca aceasta să existe ca atare și continuă să evolueze prin schimbări, menținându-se ca atare cel puțin într-o anumită perioadă. Pe de altă parte, și faptele de limbă specifice dialectelor evoluează și se înmulțesc, putând deveni majoritare față de faptele comune și transformând astfel, în anumite condiții, dialectele în limbi noi, diferite între ele și de limba de origine, de multe ori în paralel cu dispariția acesteia. Așa s-au format, de pildă, limbile romanice din dialecte ale limbii latine populare vorbite în diverse teritorii europene cucerite de romani.
Există difuzie de elemente și structuri și de la o limbă la alta, provocând schimbări sub formă de împrumuturi de tip adstrat, ca urmare a contactului lingvistic popular între comunități lingvistice vecine. Se produc schimbări în limbă și prin împrumuturi datorate contactului lingvistic cult. Bunăoară așa au intrat în limba română numeroase cuvinte din limbile romanice occidentale. Sunt împrumuturi mai ales lexicale, dar și în toate celelalte domenii ale limbii. Și acestea se difuzează de la indivizi și se transformă din fapte de integrare pasivă în fapte de uzaj.
Luându-se ca referință varietatea comună a unei limbi, aceasta suferă schimbări și prin fapte de limbă care pătrund în ea din dialecte și sociolecte. În terminologia lingvistului american William Labov există „schimbare de jos” (change from below) și „schimbare de sus” (change from above). Cele din prima categorie au loc în varietăți de limbă standard, prin adoptarea unor elemente și structuri nestandard. De exemplu, din argoul francez al delincvenților trec cuvinte mai întâi în registrul de limbă popular, apoi în cel familiar, sau direct în acesta, unele cuvinte ajungând în registrul curent al limbii comune, precum maquiller „a machia” sau mégot „muc ce țigară”. În secolul al XXI-lea, limbajul mass-mediei este un factor important al schimbării de jos, preluând elemente din sociolecte nestandard și putându-le răspândi datorită prestigiului său social.
Schimbarea de sus este cu sens invers, vorbitori de varietăți nestandard căutând să introducă în vorbirea lor caracteristici ale varietăților pe care le văd mai prestigioase decât a lor. Schimbarea de sus este un fenomen general în cazul vorbitorilor cu o varietate de limbă nestandard (dialect, registrul de limbă popular), care dobândesc varietatea standard în sistemul de învățământ.

## Schimbarea în diversele domenii ale limbii

### Schimbări lexicale
Schimbările din domeniul lexicului sunt cele mai rapide și mai ușor observabile.
O parte din cuvintele unei limbi sunt moștenite (în română cânta, bun, doi, creț, răbda etc.). Altă parte este constituită din cuvinte create prin mijloace interne ale limbii, adică după ce aceasta poate fi considerată limbă de sine stătătoare. Unele cuvinte sunt create spontan, de exemplu onomatopeele (ham, poc, zdup etc.).
Schimbările interne limbii pornesc de la asemenea cuvinte, care servesc drept bază pentru formarea de cuvinte noi. În limba română există procedee de formare precum derivarea cu sufixe (ex. poc > pocni), cu prefixe (ex. descânta) sau cu prefixe și totodată cu sufixe (ex. creț > încreți), compunerea (bunăstare, gura-leului, oricare etc.) și altele.
Alte schimbări în lexic sunt de origine externă, anume împrumuturile lexicale. În română, ponderea lor este relativ mare, după o estimare, aproape 62% din totalul lexicului. Este vorba în principal de cuvinte, dar sunt și afixe împrumutate. În franceză, bunăoară, se găsesc prefixe precum extra-, inter-, pro-, trans- etc. din latină, sau anti-, tri- etc. din greacă, și sufixe ca -al, -ation „-ațiune” etc. din latină, sau -ite „-ită”, -ose „-oză” etc. din greacă.
O combinație de sursă externă și procedeu intern de schimbare este calcul, adică crearea de cuvinte prin traducerea cuvânt cu cuvânt a unor cuvinte compuse străine, de exemplu cal-putere, locțiitor, nou-născut.
Elementele lexicale de origine străină pot suferi și ele schimbări prin procedeele interne de formare a cuvintelor.
Atât cuvintele autohtone, cât și cele împrumutate suferă schimbări semantice. De exemplu, cuvântul francez toilette (diminutivul lui toile „pânză”) avea inițial sensul „bucată mică de pânză”, în special pusă pe o mobilă pe care se pun obiectele necesare spălării corpului și îngrijirii părului. Cuvântul a dobândit succesiv mai multe sensuri. În limba actuală, cel inițial nu mai există, dar cuvântul este folosit cu sensuri dobândite în cuvinte și sintagme cu sensurile „a se spăla și a-și îngriji corpul”, „încăpere unde se spală și se îngrijește corpul”, „ansamblul hainelor și accesoriilor purtate” și, la plural, „încăpere unde se fac necesitățile fiziologice”.
Schimbările lexicale pot fi spontane sau inovații conștiente. Printre cele din urmă sunt siglele și acronimele, ex. ONU, RomPres.
Schimbările lexicale pot consta și în eliminări. Unele cuvinte ies din uz împreună cu realitățile dispărute pe care le denumeau, și nu mai sunt înlocuite, ex. pârcălab. Altele, cu denotat actual, sunt înlocuite, ex. polcovnic cu colonel. În alte cazuri iese din uz numai un sens al unui cuvânt, ca cel inițial al lui toilette.

### Schimbări fonetice, fonologice și prozodice
Unele schimbări fonetice sunt direct observabile în vorbirea oricui, având loc în unele contexte fonetice, dar nu și în altele. Un exemplu este asimilarea, adică apropierea caracteristicilor sunetelor învecinate sau apropiate. De exemplu, în limba engleză, cuvintele ten „zece” și mice „șoareci”, se pronunță [ten], respectiv [maɪs] dacă nu sunt învecinate, însă în caz contrar formează un singur cuvânt fonetic care se pronunță [ˈtemmaɪs], cu transformarea lui [n] prin asimilare de către [m]. Alt fenomen sincronic este existența unor cuvinte cu variante, una cu și alta fără o schimbare fonetică, prezente în varietăți de limbă diferite sau chiar în aceeași varietate. De pildă cuvântul adăuga are varianta adăoga, cu asimilarea lui [u] de către [ă], ambele acceptate de varietatea standard a limbii române. Există și asimilări individuale, ex. poliloghie > polologhie, cu asimilarea lui [i] de către cei doi [o].
Precum alte schimbări, și una fonetică individuală se poate difuza și generaliza, devenind un fenomen diacronic, deci participând la transformarea în timp a unor cuvinte, forma lor schimbată ajungând să fie integrată chiar în varietatea standard a limbii, dacă aceasta are o asemenea varietate. De exemplu, la evoluția cuvântului latinesc corona la cel românesc cunună a contribuit și asimilarea lui [r] de către [n] din silaba următoare.
Schimbările fonetice sunt relativ numeroase. Astfel sunt, în afară de alimilare, disimilarea, proteza, epenteza, epiteza, afereza, sincopa, apocopa, sinereza, diereza, metateza, diftongarea, monoftongarea etc.
Schimbările fonetice au fost primele schimbări lingvistice studiate în mod sistematic, începând cu prima jumătate a secolului al XIX-lea, referitor la istoria limbilor indoeuropene, ajungându-se în secolul al XX-lea la concluzia că în diacronie se produc schimbări fonetice sistematice. Unele se întâmplă la fel în toate limbile care descind din aceeași limbă bază, fiind asemănări sistematice, de exemplu dispariția fonemului /h/ din latină în toate limbile romanice. Altele pornesc de la un sunet sau un grup de sunete într-un anumit context în limba bază și au loc în mod diferit de la limbă la limbă, dar în fiecare din ele în toate cuvintele care îndeplinesc condițiile originare. De pildă grupul /kt/ din latină (ex. octo) a dat ro  /pt/ (opt), es  /tʃ/ (ocho), it  /tt/ (otto), pt  /jt/ (oito). Acestea sunt diferențe fonetice sistematice care, împreună cu asemănările sistematice constituie corespondențe fonetice sistematice, pe baza cărora fonetica istorică și comparativă contribuie la stabilirea înrudirii între limbi și la reconstituirea unor limbi bază neatestate.
Pentru schimbările fonetice, lingviștii au propus unele motivații. Una este tendința de scădere a efortului articulator, de pildă prin simplificarea secvențelor de sunete, precum în cazul asimilării. Alta este analogia, care se manifestă prin influența reciprocă dintre cuvinte ce aparțin aceluiași câmp semantic. De pildă, în română, introducerea unui m neetimologic (epenteză) în cuvântul octombrie se explică prin prezența aceleiași consoane în numele altor luni: septembrie, noiembrie, decembrie. O motivație extralingvistică poate fi tendința de a se adapta unui anumit grup social adoptând caracteristici ale varietății de limbă a acesteia, mai prestigioasă decât cea a vorbitorului, ceea ce poate duce la schimbări de sus, uneori fenomene de hipercorectitudine, precum pronunțarea [toˈmaːtoː] de către unii americani a cuvântului tomato „(pătlăgea) roșie”, în loc de pronunțarea americană standard [təˈmeɪtoʊ], în virtutea unei pronunțări britanice standard imaginate, pe când în realitate pronunțarea britanică standard este [təˈmɑːtəʊ].
Pe lângă schimbări fonetice există și schimbări fonologice, care constau în dispariția unor foneme sau în apariția unora noi în cursul istoriei limbii. Astfel, bunăoară, fonemele /ts/ și /dz/ din limba franceză veche au dispărut prin schimbarea lor în /s/, respectiv /z/, care existau deja.
Există și schimbări fonetice și prozodice datorate contactului lingvistic și interferențelor pe care le provoacă.
Trăsăturile prozodice sunt împrumutate mai ușor decât cele fonetice. Sistemul tonurilor, de exemplu, s-a dezvoltat aproximativ în același fel într-o mare parte a limbilor din Asia de Sud-Est, probabil sub influența limbii chineze.
Unele limbi împrumută cuvinte împreună cu fonetismul lor. Astfel, limba tagalog din Insulele Filipine avea numai vocalele /i/, /u/ și /a/, dar a preluat din spaniolă, limbă a foștilor colonizatori, și vocalele /e/ și /o/, prin cuvinte ca región > rehiyon „regiune”.
Alt exemplu de influență prozodică și fonetică este asemănarea dintre limbile maghiară și slovacă în privința accentuării pe prima silabă a cuvintelor, și similitudinile dintre sistemele lor fonemice.

### Schimbări gramaticale
Aceste schimbări afectează atât morfologia, cât și sintaxa, cele două tipuri de schimbări fiind de multe ori corelate.
Unele schimbări morfologice se produc prin analogie. În unele cazuri, schimbarea vizează regularizarea. În franceză, de exemplu, forma orală a substantivelor și adjectivelor este identică la singular și la plural (ex. mouton [mutɔ̃] „oaie”– moutons [mutɔ̃] „oi”), dar sunt și excepții standard, ex. cheval [ʃ(ə)val] „cal” – chevaux [ʃ(ə)vo] „cai”. Unii vorbitori regularizează pluralul acestui cuvânt sub forma chevals [ʃ(ə)val]. Însă prin analogie se creează și excepții, unele devenind standard. De pildă verbul voir „a vedea” are forma de viitor neregulată je verrai „voi vedea”. Prin analogie cu aceasta, forma de viitor a verbului envoyer „a trimite”, regulată în franceza veche (j’envoierai), a devenit j’enverrai în limba standard actuală.
O schimbare foarte importantă în unele limbi a fost reducerea gradului de sintetism în favoarea analitismului. În limba engleză, de pildă, s-a redus drastic flexiunea, adică marcarea prin desinențe a genurilor, a persoanei verbului și a cazurilor gramaticale. Aceste schimbări morfologice sunt legate de apocopă, schimbare fonetică ce constă în căderea unui segment de la sfârșitul unui cuvânt, ex. (ic) singe (engleza veche) > (I) sing (engleza modernă) „(eu) cânt”, nama [nama] (engl. veche) > name [nεmə] (engl. medie) > name [neɪm] (engl. modernă) „nume”. Drept consecință au intrat în funcțiune procedee analitice în domeniul morfologic: genurile sunt exprimate numai uneori prin pronumele personal de persoana a treia singular, iar persoana verbului tot prin pronumele personale. Sunt și consecințe morfologice combinate cu sintactice, anume cazurile, prin urmare unele părți de propoziție sunt exprimate prin prepoziții sau prin lipsa lor, și prin topică, aceasta devenind mai puțin liberă decât în engleza veche.
O schimbare care a avut loc într-o serie de limbi, printre care unele neînrudite cu celelalte, a fost apariția articolului hotărât. În limba latină nu era, dar în toate limbile romanice s-au dezvoltat mai multe forme din pronume demonstrative. În engleză, unicul articol hotărât (the) provine din forma de masculin singular nominativ (þe) a pronumelui demonstrativ din engleza veche. Limba slavă veche și limbile slave actuale nu au articole, dar în bulgară s-au format articole hotărâte tot din demonstrative. Nici în limba maghiară nu au fost articole până prin secolul al XV-lea, dar prin conversiune, pronumele demonstrativ de depărtare az se folosește de atunci și ca articol hotărât.
Contactul lingvistic și interferențele pe care le provoacă pe calea bilingvismului și a multilingvismului cauzează și împrumuturi gramaticale. Acestea constau din calcuri. Acestea pot fi morfologice, bunăoară în română, unde verbe latinești active au devenit reflexive sub influență slavă: a se naște < roditi sę. Un exemplu de construcție sintactică împrumutată este în maghiară cea de tipul kell menjek „trebuie să plec”, cu verbul subordonat la conjunctiv. Sub influența construcției românești, aceasta s-a încetățenit mai întâi în varianta maghiarei din România, dar s-a răspândit și în Ungaria, fiind acceptată de standard alături de un sinonim sintactic.
Se cunosc și cazuri de împrumut referitor la topică, precum cel al limbii karen din Birmania. Aceasta face parte din familia de limbi tibeto-birmane, caracterizată în general prin topica SOV, dar a preluat din limbile învecinate topica SVO.

## Factori care se opun schimbării
Din punctul de vedere al lingvisticii pur descriptive, nenormative, neprescriptive și necorective, limba nu se îmbunătățește, nici nu se strică, nu devine nici mai frumoasă, nici mai urâtă prin schimbări în sistemele fonologic/fonetic și gramatical, acestea nefiind nici pozitive, nici negative, ci numai inerente, de aceea există variante de elemente și structuri, precum și varietăți de limbă. În această concepție, niciun fapt de limbă din folosirea limbii sale materne de către orice vorbitor nativ adult și normal, în condiții normale, nu poate fi considerat incorect, dacă nu este o greșeală accidentală. Provoacă greșeli numai nerespectarea regulilor limbii în general, de pildă să se spună *El îl merge în loc de El merge.
Standardul limbii este și el o varietate, elaborată prin activități conștiente de normare, cu motivații extralingvistice, printre altele necesitatea de avea un mijloc de comunicare comun utilizatorilor acelei limbi, care folosesc eventual și alte varietăți ale acesteia. Cu acest scop servește la predarea limbii materne, se folosește în sistemul de învățământ în general, în instituțiile statului, în justiție, în relațiile oficiale, în mass-media etc. Tot varietatea standard este cea predată și ca limbă străină.
O parte din utilizatorii limbii, printre care specialiștii care practică lingvistica normativă, prescriptivă, corectivă, cultivarea limbii, consideră greșeală orice abatere de la regulile varietății standard, chiar dacă admit unele variante, de aceea sunt reticenți față de schimbări pe care vorbitorii de rând le acceptă. Astfel, varietatea standard este un factor de conservare a limbii în starea ei actuală. Totuși, și varietatea standard suferă schimbări, dar cu întârziere față de limba folosită în mod curent, și fără să accepte toate schimbările.
Scrierea și, cu atât mai mult, ortografia ca parte a standardului limbii, contribuie și ea la conservarea stării actuale a acesteia, deși se schimbă și ea, dar rămâne mereu în urmă. Aceasta se observă mai ales în limbile cu o tradiție a culturii scrise relativ veche, precum franceza, engleza, irlandeza, tibetana, germana, greaca etc.
Unul din aspectele conservatismului lingvistic este atitudinea față de împrumuturi. Vorbitorii de rând adoptă cuvinte străine în mod spontan și nu rațional, mai greu sau mai ușor în funcție de diverși factori, dar împrumuturile pot face obiectul unei politici lingvistice, care prezintă o gamă largă de atitudini, de la liberalism la purism, în funcție de limbă, de stadiul ei considerat într-o anumită perioadă istorică și chiar de unii factori politici. De exemplu, începând cu a doua jumătate a secolului al XX-lea, odată cu creșterea răspândirii în lume a influenței americane, politica lingvistică a țărilor francofone caută să limiteze pătrunderea în limbă a anglicismelor. În acest sens există organisme oficiale care se ocupă cu standardul limbii, inclusiv recomandând folosirea termenilor autohtoni existenți sau a unor termeni nou formați pe teren propriu în locul termenilor străini. S-au adoptat chiar și măsuri legislative în favoarea limbii franceze.